# Operación Avalancha de Rocas
La Operación Avalancha de Rocas fue una ofensiva dirigida por Estados Unidos, entre el 19 y el 25 de octubre, con el fin de combatir a los insurgentes talibanes en el valle de Korangal, en Afganistán. La misión también buscaba establecer la paz con la población local para así lograr la construcción de una carretera en el área por parte del Gobierno afgano. Durante todo el curso de la operación, se dieron una serie de combates tanto con los talibanes, como con las tribus locales. El paracaidista del Ejército estadounidense Salvatore Giunta fue condecorado con la Medalla de Honor por sus acciones en combate.

## Trasfondo
Estados Unidos había luchado para establecer un poderío en el valle. Considerado por mucho tiempo como una fortaleza de los talibanes, el valle de Korangal fue apodado como el "valle de la Muerte" por las tropas estadounidenses debido al peligro al estar estacionado ahí, con inclusive decenas de tiroteos al día. Liderados por el capitán Louis Frketic, de la Compañía A, y el capitán Dan Kearny, de la Compañía B, 2.° Batallón, 503.° Regimiento de Infantería Aerotransportada de la 173.ª Brigada Aerotransportada en el valle de Korangal, el objetivo del asalto era tanto interrumpir las rutas de transporte usadas por los insurgentes, como también establecer la paz con los ancianos de las aldeas locales ofreciendo la construcción de una nueva autopista en las montañas –pagada por el Gobierno afgano– a cambio de información acerca de los combatientes talibanes.

## La operación
La Operación Avalancha de Rocas comenzó en las primeras horas del 19 de octubre, cuando las tropas estadounidenses y afganas abordaron los helicópteros UH-60 y CH-47 en el Puesto de Avanzada Korangal (KOP) para ser desplegados en una posición al sur del valle de Korangal, cerca de la aldea Yaka Chine. Este comando consistía en su mayoría de tropas de la Compañía B, 2-503.° de Infantería, pero también incluía elementos de apoyo, como un Controlador de Ataque Terminal Conjunto (JTAC) de la USAF y un equipo de Interceptación de Voz de Bajo Nivel (LLVI) de la 513.ª Brigada de Inteligencia Militar. Elementos de las Compañías A, C y D, 2-503.° de Infantería, también bloquearon posiciones alrededor del valle, en un esfuerzo para prevenir la retirada de las tropas talibanes. Varias escaramuzas al inicio la operación llevaron a que artilleros de los AC-130 y AH-64 abrieran fuego hacia la aldea, resultando en bajas civiles.
En la noche del 21, las tropas estadounidenses se trasladaron al este para ejecutar las operaciones cerca de las aldeas de Landigal y Aliabad. Al mediodía del 23, los talibanes atacaron una posición de ametralladoras, asesinando al sargento del Estado Mayor Rougle e hiriendo a los sargentos Rice y Velasquez, antes de ser obligados a retirarse. Los talibanes fueron capaces de capturar armamento y equipo de los estadounidenses abatidos. Las tropas estadounidenses y afganas continuaron patrullando el área y reuniéndose con los ancianos de las aldeas, resultando en varios tiroteos y grandes cantidades de apoyo aéreo y de artillería estadounidense utilizados. Este ataque fue presenciado por la periodista del New York Times Elizabeth Rubin y la fotoperiodista Lynsey Addario, quien estaba integrada en la Compañía B en ese momento.
Para el atardecer del 25, las tropas estadounidenses y afganas comenzaron a concluir la operación. Durante su regreso, los talibanes iniciaron una emboscada en "L" en contra del 1.° y 3.° Pelotón de la Compañía B. Las tropas estadounidenses fueron capaces de salir de la zona de riesgo y lanzar un contraataque exitoso, pero con un saldo de dos soldados asesinados y cinco más heridos. El líder talibán Muhammad Tali fue asesinado por el Esp. Giunta, quien recibió la Medalla de Honor por sus acciones durante el enfrentamiento.

## Resultado
Si bien los talibanes pudieron realizar fuertes ataques contra las tropas estadounidenses, fueron incapaces de mantener el impulso. Las tropas de la Coalición causaron severas bajas a los insurgentes, incluyendo a varios líderes locales. También fueron capaces de localizar varios búnkeres de piedra en Abas Ghar, como también posiciones de tiro usadas en contra del Puesto de Avanzada Korangal. La actividad talibán en el valle de Korangal disminuyó significativamente en los meses subsecuentes a la operación.
En abril de 2010, las tropas estadounidenses abandonaron el valle de Korangal. Cincuenta estadounidenses murieron combatiendo en el sitio, y más de cien resultaron heridos.

## Cultura popular
Los hechos de la ofensiva fueron presenciados de primera mano por el periodista estadounidense Sebastian Junger y el fotoperiodista británico Tim Hetherington, y fueron capturados en su documental, nominado para los Premios Óscar, Restrepo. Entre otros premios, la película recibió el Gran Premio del Jurado por mejor documental en el Festival de Cine de Sundance de 2010. Junger escribiría más tarde su libro Guerra, donde relata de forma extensa sus experiencias durante la Operación Avalancha de Rocas.